# Werner Bickelhaupt
Werner F. Bickelhaupt (* 2. Dezember 1939 in Ober-Ramstadt) ist ein ehemaliger deutscher Fußballtrainer.

## Werdegang als Trainer
In der Jugend betrieb Bickelhaupt zuerst den Kanusport und brachte es dabei bis zum Hessenmeister im Viererkajak. Da er aber jeweils 20 km mit dem Moped zum Trainingsort fahren musste, war diese Karriere nach dem Ausfall des Kleinkraftrades vorbei. Jetzt wandte er sich dem Fußball zu, den er vorher lediglich zum Ausgleich betrieben hatte. Bereits mit 18 Jahren schaffte er den Sprung in die 1. Mannschaft des Bezirksligisten TSG 1846 Darmstadt. Nach der Station SG Eiche Darmstadt spielte er dann 1960 und 1961 bei der SpVgg Neu-Isenburg in der damals zweitklassigen 2. Liga Süd. Als ihm eine lukrative berufliche Tätigkeit – er war gelernter Industriekaufmann – angeboten wurde, zog er sich aus dem bezahlten Fußball zurück und spielte noch einige Jahre im Amateurlager in Eberstadt.
Sein Fußballlehrer-Diplom erlangte Werner Bickelhaupt 1969 bei Hennes Weisweiler zusammen mit ehemaligen Profispielern wie Otto Rehhagel und Sigfried Held. Als erste Trainerstation übernahm Bickelhauptam 15. März 1970 den in der zweitklassigen Fußball-Regionalliga Süd abstiegsgefährdeten ESV Ingolstadt-Ringsee und konnte im Entscheidungsspiel gegen SpVgg Bayreuth die Klasse sichern. In den 1970er Jahren war Bickelhaupt kurzzeitig Co-Trainer des Rot-Weiß Oberhausen und Leiter des neugegründeten Leistungszentrum, wo er unter anderem Ditmar Jakobs und Franz-Josef Tenhagen entdeckte. Von Juli 1971 bis Februar 1972 trainierte er die SpVgg Fürth. 1972 war er Trainer des Freiburger FC, wurde aber schon nach fünf Spieltagen wieder entlassen. Zur neuen Saison 1973/74 stand Bickelhaupt in den Diensten des VfR Aalen. Obwohl der Verein bis dahin in den ersten 12 Spielen der Saison unbesiegt war, wurde das Arbeitsverhältnis im Oktober desselben Jahres wieder beendet. In der Saison 1974/75 trainierte er die Spvgg Freudenstadt, mit der am Ende des Landespokalwettbewerbs 1974/75 den WFV-Pokal gewann. Am 25. März 1977 wurde er beim FV 04 Würzburg angestellt und rettete den Verein vor dem Abstieg; der FV beendete die Saison als 13. der Tabelle. Anschließend wechselte Bickelhaupt zu den FC Young Fellows Zürich. Allerdings konnte der Klub unter seiner Leitung lediglich vier Punkte aus 22 Spielen holen, aus den verbleibenden 10 Abstiegsspielen holte der Verein lediglich einen Sieg und stieg damit ab. Bickelhaupt wurde von dem Trainerduo Kurt Stettler und Rudi Naegeli beerbt.
Ab März 1979 war er Trainer der Nationalmannschaft von Thailand. Dieses Engagement währte allerdings nur rund sieben Monate, bis Bickelhaupt nach der verpassten Qualifikation für die Fußball-Asienmeisterschaft-Qualifikation wieder entlassen wurde. 1980 war er kurzzeitig Trainer des VfB Gießen, bevor er ab Mitte des Jahres in Alexandria tätig wurde.
1980 wurde er Trainer des ägyptischen Erstligisten Al-Ittihad. Medienberichten zufolge wurde er dort ohne Angabe von Gründen inhaftiert, was Bickelhaupt jedoch dementierte.
Im Auftrag der FIFA verrichtete Bickelhaupt Aufbauarbeit in Bangladesch. Später wurde er Nationaltrainer von Myanmar und erreichte mit der Mannschaft bei den Südostasienspielen den zweiten Platz hinter Thailand.
2003 war Bickelhaupt ein halbes Jahr lang Nationaltrainer von Swasiland.
Nach seiner Rückkehr nach Aalen wendete sich Bickelhaupt dem Seniorensport zu und trat im Tennisteam Herren 65 des TC Heidenheim an.